# 9668 Tianyahaijiao
9668 Tianyahaijiao este un asteroid din centura principală, descoperit pe 3 iunie 1997, de BSCAP.